# تیناتین دالاکیشویلی
تیناتین (تینا) دالاکیشویلی (گرجی: თინათინ (თინა) დალაქიშვილი؛ زادهٔ ۲ فوریهٔ ۱۹۹۱) بازیگر و مدل اهل کشور گرجستان است. وی از سال ۲۰۰۸ میلادی تاکنون مشغول فعالیت بوده‌است.
از فیلم‌ها یا برنامه‌های تلویزیونی که وی در آن نقش داشته‌است، می‌توان به تفلیس، دوستت دارم، استخراج ۲ و ابیگیل اشاره کرد.